# 글렌 로빈슨 (농구 선수)

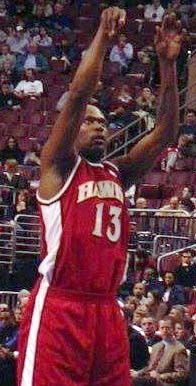

글렌 로빈슨(Glenn Robinson, 본명: 글렌 앨런 로빈슨 주니어, Glenn Alan Robinson Jr., 1973년 1월 10일 ~ )는 미국의 전직 프로 농구 선수이다. 별명은 "빅 도그"와 "선택받은 자"이며 1994년부터 2005년까지 NBA(전미 농구 협회)에서 밀워키 벅스, 애틀랜타 호크스, 필라델피아 세븐티식서스, 샌안토니오 스퍼스에서 뛰었다. 로빈슨은 퍼듀 대학교에 다녔으며 1994년 NBA 드래프트에서 전체 1순위로 지명되었다. 미시간 대학교에서 대학 농구를 하고 NBA에서도 뛰었고, 현재 KBL 서울 삼성 썬더스 소속인 글렌 로빈슨 3세(Glenn Robinson III)의 아버지이다.

## 어린 시절
로빈슨은 인디애나주 게리의 크리스틴 브리지먼에게서 태어났다. 어머니가 미혼 십대였기 때문에 로빈슨은 아버지를 거의 만나지 못했다. 학교에서 좋은 성적을 받지 못한 그의 어머니는 그를 농구팀에서 빼낸 뒤 에어컨과 냉동고 가게에 취직했다.